# Biyi Bandele
Biyi Bandele (ur. 13 października 1967 w Kafanchan, zm. 7 sierpnia 2022 w Lagos.) – nigeryjski pisarz, dramaturg, scenarzysta i reżyser filmowy.

## Życiorys
Urodził się i dorastał w północnej Nigerii. Pochodzi z ludu Jorubów, choć wychowywał się także w zasięgu kultury Hausa. Studiował dramaturgię na Obafemi Awolowo University w Lagos. W 1990 wyjechał na stypendium do Anglii i od tego czasu mieszka w Londynie. Pracuje na potrzeby teatrów, ale także dla radia i telewizji. 
Jest autorem sztuk teatralnych i powieści. Wydana również w Polsce powieść Chłopiec z Birmy rozgrywa się w czasie II wojny światowej, jej bohaterami są nigeryjscy żołnierze oddziałów Orde Wingate'a. Pisarz wykorzystał wiedzę wyniesioną z domu – jego ojciec służył w Birmie.
Wyreżyserował m.in. film Fifty (2015).